# Spritzblech

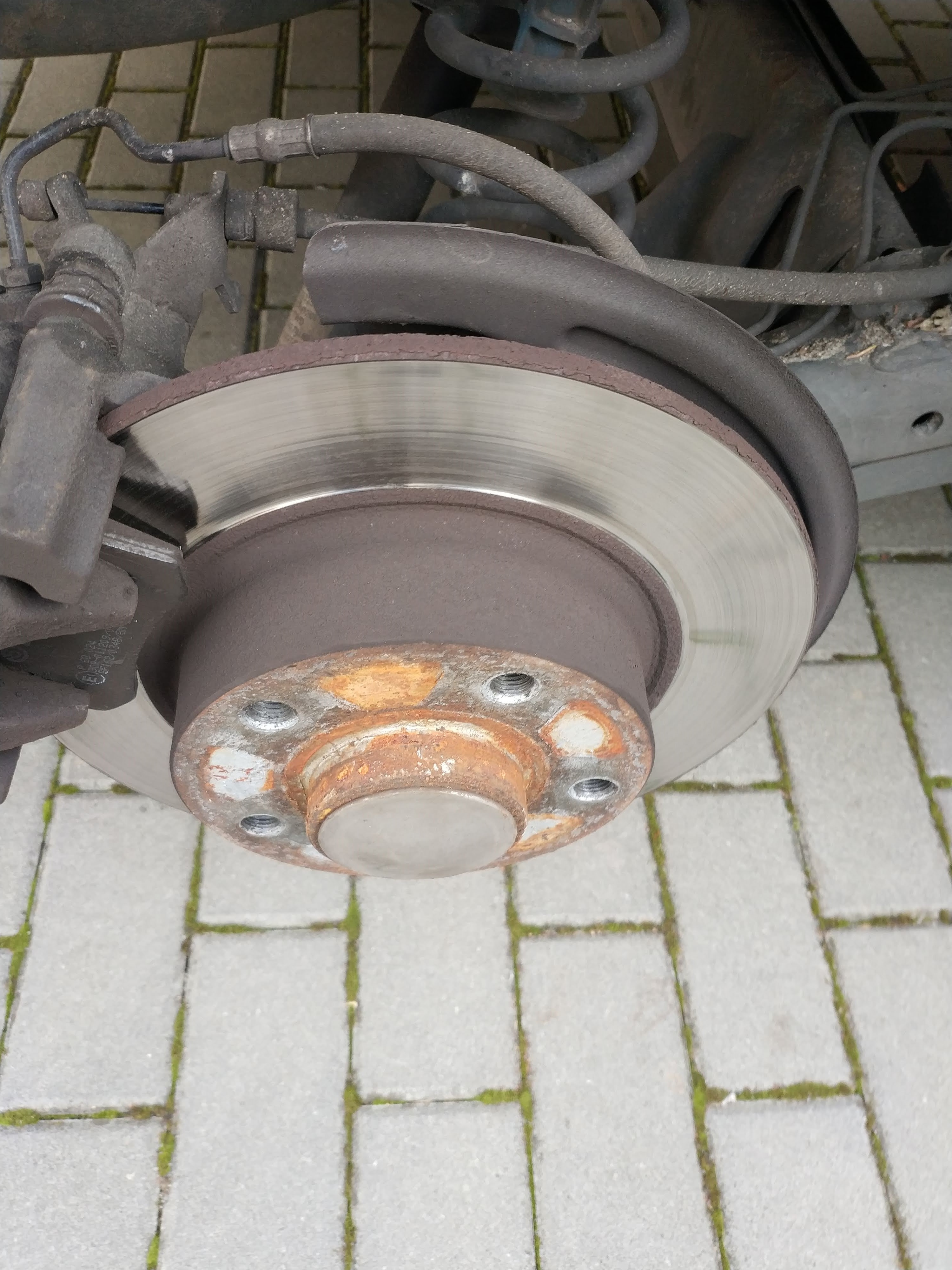
Spritzblech zu erkennen hinter der rechten Hälfte der Bremsscheibe gegenüber dem Bremssattel

Ein Spritzblech, auch Ankerblech ist ein Fahrzeugbauteil und kommt hauptsächlich bei einer Scheibenbremse zum Einsatz, wobei es hinter der Bremsscheibe angebracht ist. Das Spritzblech dient dazu, die Bremsanlage vor Spritzwasser und Schmutz zu schützen und hat gleichzeitig die Aufgabe, umliegende Bauteile vor der Strahlungshitze zu schützen, die entsteht, wenn der Bremsbelag bei einem Bremsvorgang auf die Bremsscheibe gedrückt wird. Weiter dienen sie dem Schutz der ESP-Sensoren. Verschlissene oder defekte Ankerbleche sind ein Mangel bei der turnusmäßigen Hauptuntersuchung von Fahrzeugen, führen als geringer Mangel aber nicht zur Versagung einer neuen Prüfplakette.